# Joaquim Pinto
Joaquim Pinto (Porto, 20 de junho de 1957) é um cineasta e produtor português.

## Carreira
Trabalha entre 1979 e 1987 como engenheiro de som em mais de 40 títulos cinematográficos de diferentes realizadores, desde Manoel de Oliveira, Alain Tanner, João Botelho, António Reis e Margarida Cordeiro, Jorge Silva Melo, Werner Schroeter, João César Monteiro, Paulo Rocha, João Canijo, José Nascimento, entre outros.
Depois de várias experiências como realizador e operador de câmara em curtas-metragens, realiza a sua primeira longa-metragem - Uma Pedra no Bolso (1988). Em 1992 Das Tripas Coração esteve selecionada para o Festival de Locarno.
Como produtor, produziu três filmes para televisão, e cinco longas-metragens, de quem salienta Recordações da Casa Amarela, de João César Monteiro, galardoada com o Leão de Prata no Festival de Veneza (1989).

## Filmografia
- Uma Pedra no Bolso (1988)
- Onde Bate o Sol (1989)
- O Fogo: Das Tripas Coração (1992)
- E Agora? Lembra-me (2013)